# Lac de Pont
Le lac de Pont est un lac artificiel, créé à la fin du XIXe siècle, dans la commune de Pont-et-Massène, dans le département de la Côte-d'Or et la région Bourgogne-Franche-Comté.
D'une capacité de 6,1 millions de mètres cubes, le lac, directement alimenté par la rivière Armançon et les ruisseaux du Peut Crot, des Pralats, du Larrey et de Pisserotte, sert initialement de soutien à l'étiage du canal de Bourgogne et à la régulation des crues, puis à l'alimentation partielle en eau de la commune de Semur-en-Auxois ainsi qu'aux sports et loisirs.

## Histoire
Le lac de Pont est réalisé, entre 1878 et 1882, sur la rivière Armançon, afin de servir de soutien à l'étiage du canal de Bourgogne, achevé en 1832. Le barrage est édifié en 1882 et le lac mis en eau en 1883.

## Géographie
Le lac de Pont se situe dans la vallée sinueuse de l'Armançon. Il est bordé par une dizaine de petits bois, entre les communes de Pont-et-Massène, au nord, Flée, à l'ouest, et Montigny-sur-Armançon, au sud et à l'est. Semur-en-Auxois, la ville la plus proche, se trouve à 4 km. Le barrage est placé à la limite nord du lac.

## Hydrographie
Le lac se présente comme un épais serpentement des eaux de l'Armançon qui, long de 6 km et large de 133 m de large, couvre pas moins de 80 ha, sur une profondeur moyenne de 21 m.
La capacité maximale de son réservoir est de 6,1 millions de m3, et celle de son bassin versant de 289 km2 . Le barrage a une hauteur de 24 m.

## Hydrométrie
La capacité d'écoulement du barrage de Pont est de 174 m3/s.

## Fonctions
Le lac a, tout d'abord, conservé son rôle initial d'alimentation en eau du canal de Bourgogne, notamment durant la période estivale, et de contenance du surplus d'eau de l'Armançon, lors des crues printanières.
Ensuite, il permet à une soixantaine de communes d'être alimentées par jusqu'à 6 000 m3 d'eau potable par jour, via la station de pompage de Pont-et-Massène, construite en 1981, et trois lignes de filtration membranaire, construites en 2002 et 2007, par le Syndicat intercommunal d'adduction d'eau potable et de l'assainissement (SIAEPA) de Semur-en-Auxois.
Le lac et ses berges servent, enfin, d'aire de sports et loisirs, où se pratiquent, sous réglementation, la marche, la cueillette de champignons, le ramassage d'escargots, le VTT, l'équitation, la varappe, la pêche, la baignade (surveillée), le pédalo, le canoë-kayak, le ski nautique ou l'aviron.
Un circuit pédestre, faisant le tour du lac (12 km), un vaste parking et un camping (avec restaurant et sanitaires) situés sur la commune de Pont-et-Massène, ont été aménagés par la communauté de communes du Sinémurien afin de favoriser le développement des activités touristiques sur place.

## Réglementation
La réglementation du site est fixée par l'arrêté préfectoral du 2 août 2006.
Les règles d'usage s'appliquent sur quatre zones définies :
- la zone 1 : du PR 0,000 à 0,126 en rive gauche et du PR 12,000 à 12,110 en rive droite, est réservée à la baignade;
- la zone 2 : du PR 0,126 à 1,300 en rive gauche et du PR 10,850 à 12,000 en rive droite, est réservée aux bâtiments d'une puissance inférieure à quatre chevaux (pédalo, canoë, aviron etc);
- la zone 3 : du PR 1,300 à 2,230 en rive gauche et du PR 9,820 à 10,850 en rive droite, est réservée aux bâtiments d'une puissance supérieure à quatre chevaux (ski-nautique etc);
- la zone 4 : du PR 2,230 à l’extrémité Sud en rive gauche et de l’extrémité Sud au PR 9,820 en rive droite, est réservée aux bâtiments d'une puissance inférieure à quatre chevaux (pédalo, canoë, aviron etc).

Des horaires et des périodes sont en outre définies pour chaque activité : interdiction de la baignade du 15 septembre au 15 mai mais autorisation des sports nautiques de vitesse, interdiction de la pêche durant la période de baignade autorisée.
Enfin, la réglementation fixe de nombreuses normes de sécurité telles que l'interdiction de plonger du barrage, les distances à observer avec ce dernier ou la tour de prise d'eau (30 m), mais aussi entre les zones (20 à 30 m), les embarcations (20 m), leur nombre (pas plus de deux en zone 3) et leur vitesse (58 km/h en zone 3, 5 km/h dans les autres zones).

## Inondations 2013, baisse de niveau 2014 et travaux de réfection 2015
Les pluies diluviennes de 2013, en particulier en mai 2013, avaient fait naitre des inquiétudes concernant une possible inondation de la partie basse de la ville de Semur en Auxois, située en aval du barrage. "Début mai 2013, l'eau monte, monte... les vannes de sécurité sont ouvertes au maximum. Par le barrage va passer trois fois le volume de la retenue : 15 millions de m3 , 90m3/s au pire de la crue. Semur, à trois kilomètres de là, a les pieds dans l'eau. Une partie de la population de Pont-et-Massène, mais aussi celle vivant dans les faubourgs du bas de Semur, est évacuée".
En 2014, le lac de Pont est fermé à la baignade durant tout l'été par arrêté municipal du maire de Pont-et-Massène, Jean-Luc Michel, du fait de l'abaissement du niveau du lac à un niveau de 16.40 m fin juillet 2014, très inférieur à la cote permettant d'utiliser en toute sécurité les installations de baignade pourtant récemment refaites. Les bords du lac étant abrupts, une fois l'eau s'étant retirée, elle a révélé des parois glissantes et pentues. Cette mesure avait déjà été prise en 2012 quand le niveau était descendu à 18.85 m.
Les spécialistes expliquent la baisse du niveau par le déficit de pluie du printemps-été 2014 et par une gestion de la réserve d'eau donnant la priorité au canal de Bourgogne dans le but de maintenir le niveau d'étiage du canal pour la plaisance fluviale. On doit voir ici aussi l'impact du changement climatique qui modifie le régime pluvial de la région. Certains évoquent également des pertes d'eau plus importantes du canal de Bourgogne, par suite des consommations d'éclusées et du manque d'étanchéité des berges consécutives à leur vieillissement et à leur entretien insuffisant.
Pour faire face à ces inquiétudes, tant sur la sécurité que sur la baisse du volume utile, l'établissement gestionnaire du lac, les Voies navigables de France, a prévu d'importants travaux de modernisation et de sécurisation du barrage en 2015 évalués à 14.5 millions d'euros (estimation 2014), soit l'équivalent de son budget annuel d'investissement pour la région Centre-Bourgogne. Par suite de ces travaux, le lac sera complètement vidé en 2015 pendant une bonne partie de l'année.
Le planning des travaux comprend :
- octobre à décembre 2014 : abaissement du niveau jusqu'à la cote 10 m, avec transport d'alluvions de la partie aval à la partie amont pour recharger les hauts-fonds ;
- janvier 2015 : mise en service d'un puits de captage venant compenser l'arrêt du captage du syndicat des eaux ;
- janvier à juillet 2015 : transformation des cascades de trop-plein, comprenant leur élargissement et la descente de trois mètres du niveau supérieur ;
- mars à septembre 2015 : après mise à sec du lac, injection de béton à la base du barrage pour homogénéiser les soubassements ;
- avril à octobre 2015 : modernisation des ouvrages hydrauliques et vannages, pose d'une membrane d'étanchéité sur la paroi amont pour éviter le lessivage des joints ;
- novembre 2015 au début de l'été 2016 : remise en eau jusqu'au niveau 21.60 m, ré-empoissonnement ;
- 22 novembre 2016 : inauguration.

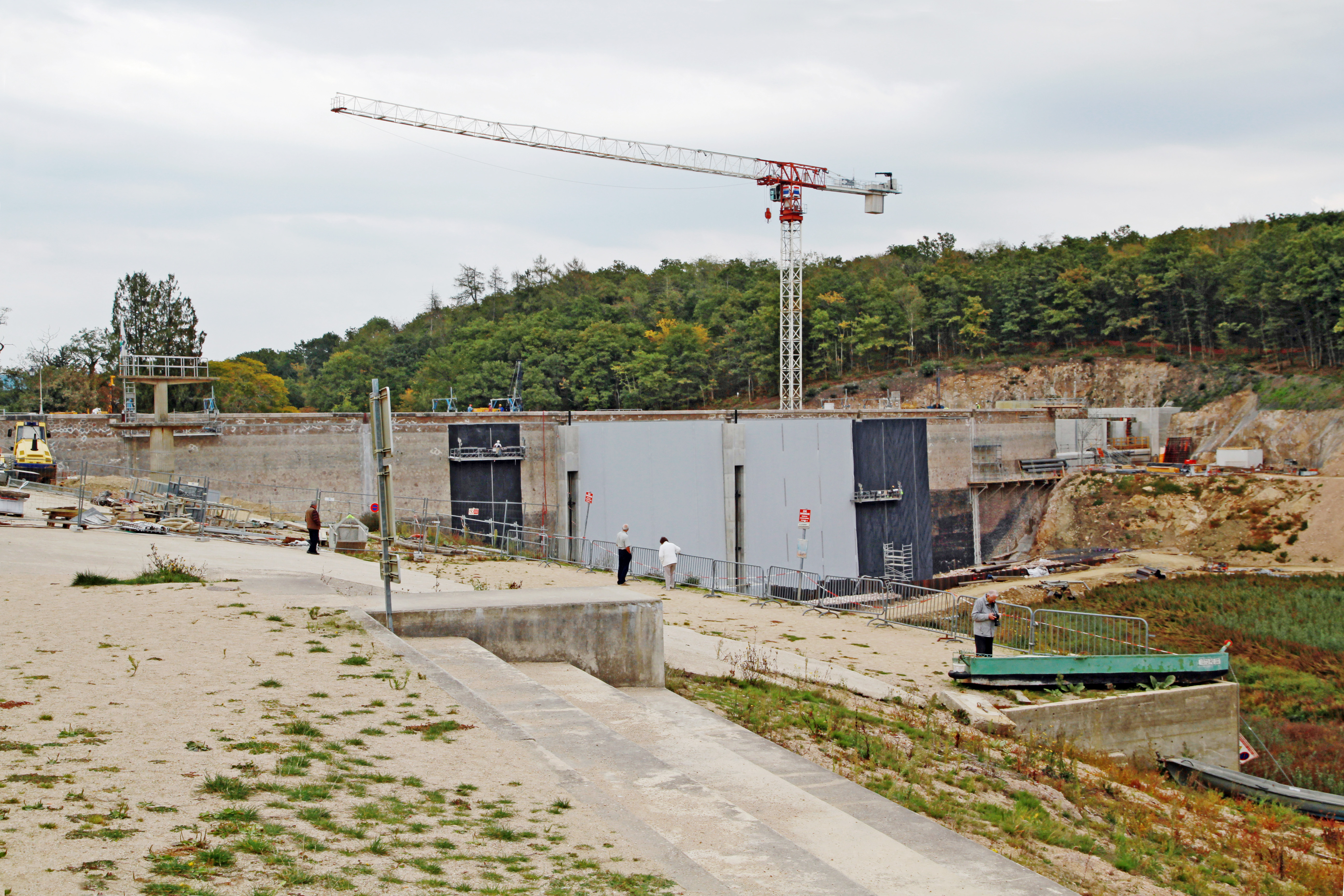
Le barrage sans eau durant les travaux de 2015.
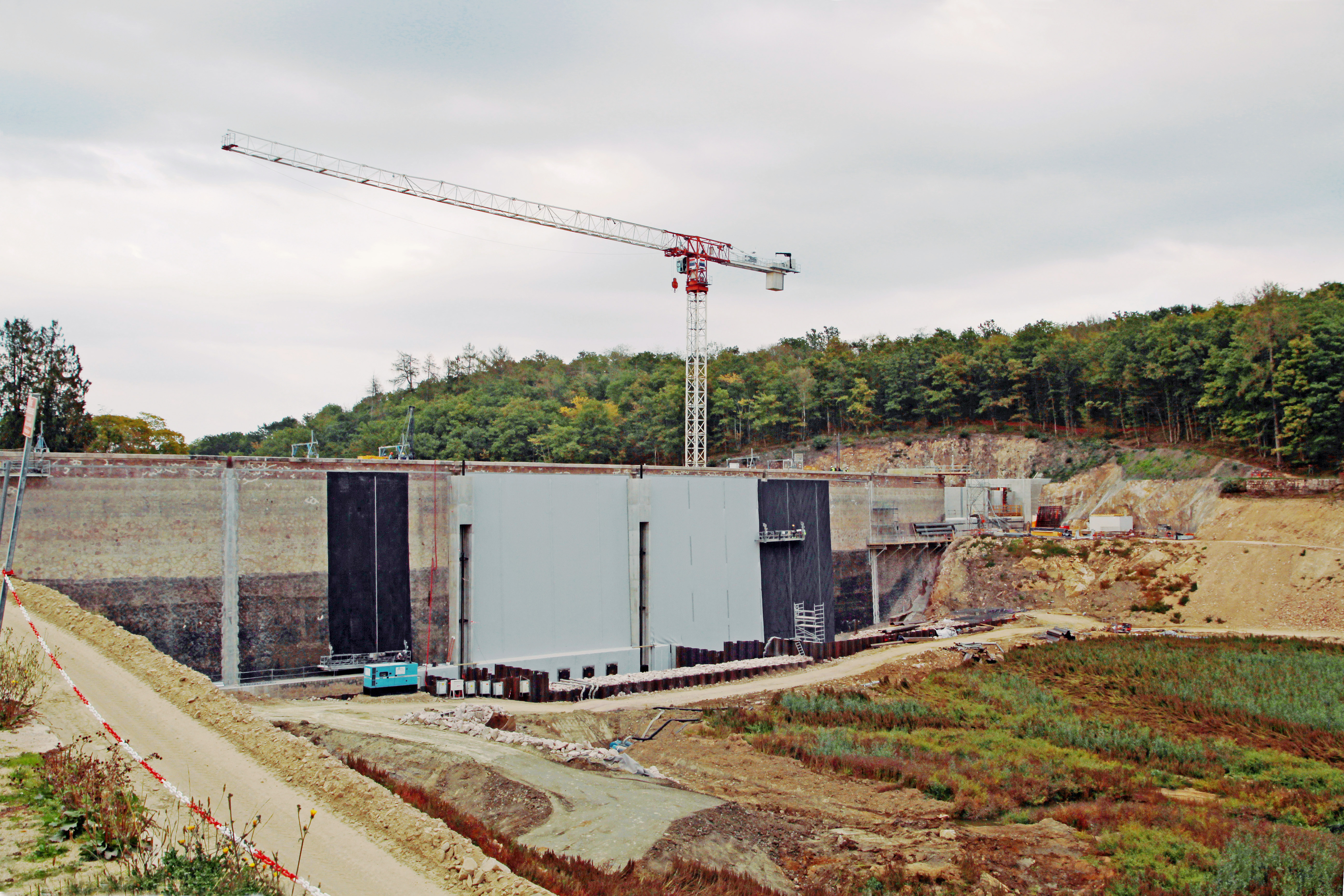
Travaux de 2015.
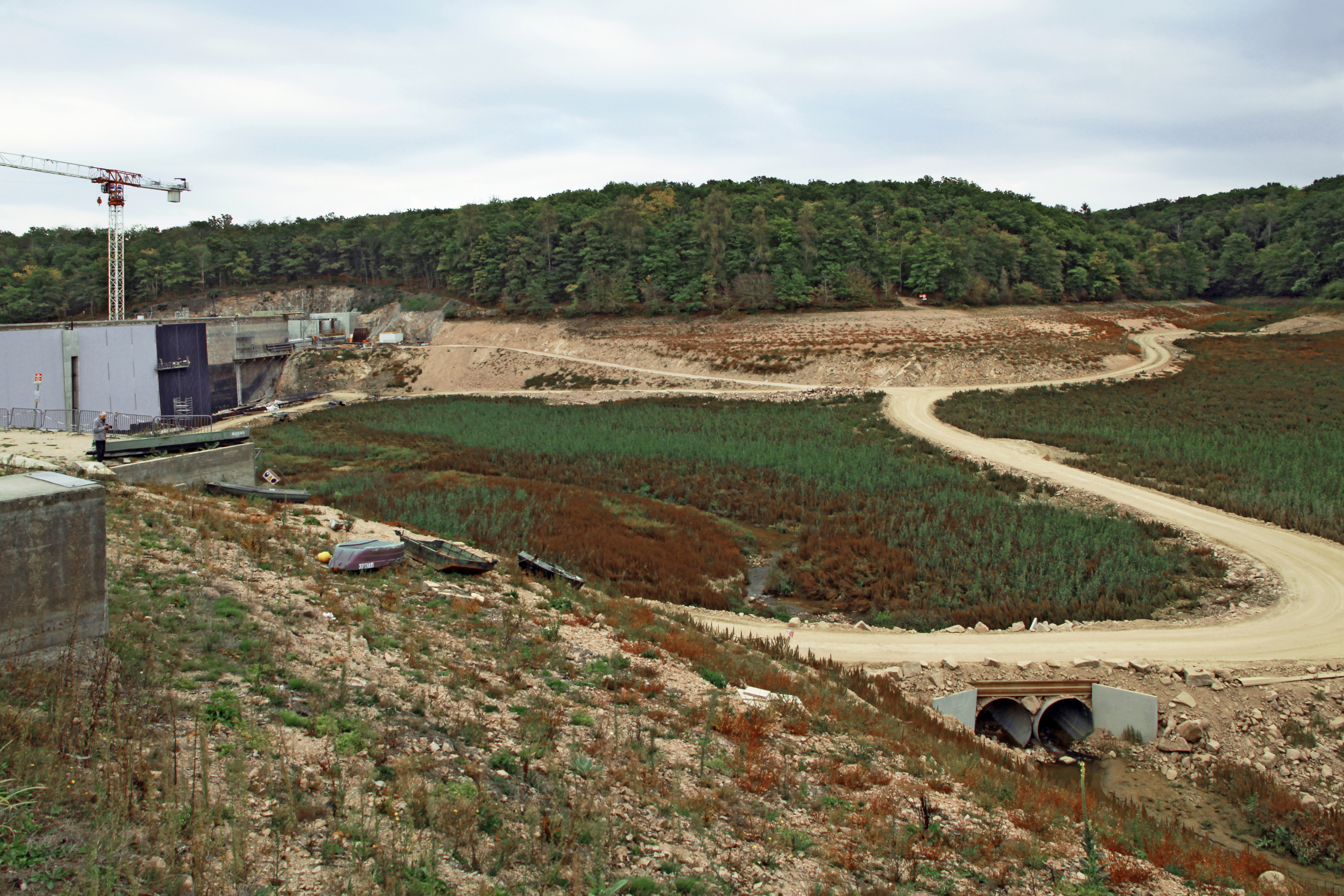
Route temporaire au fond du lac.
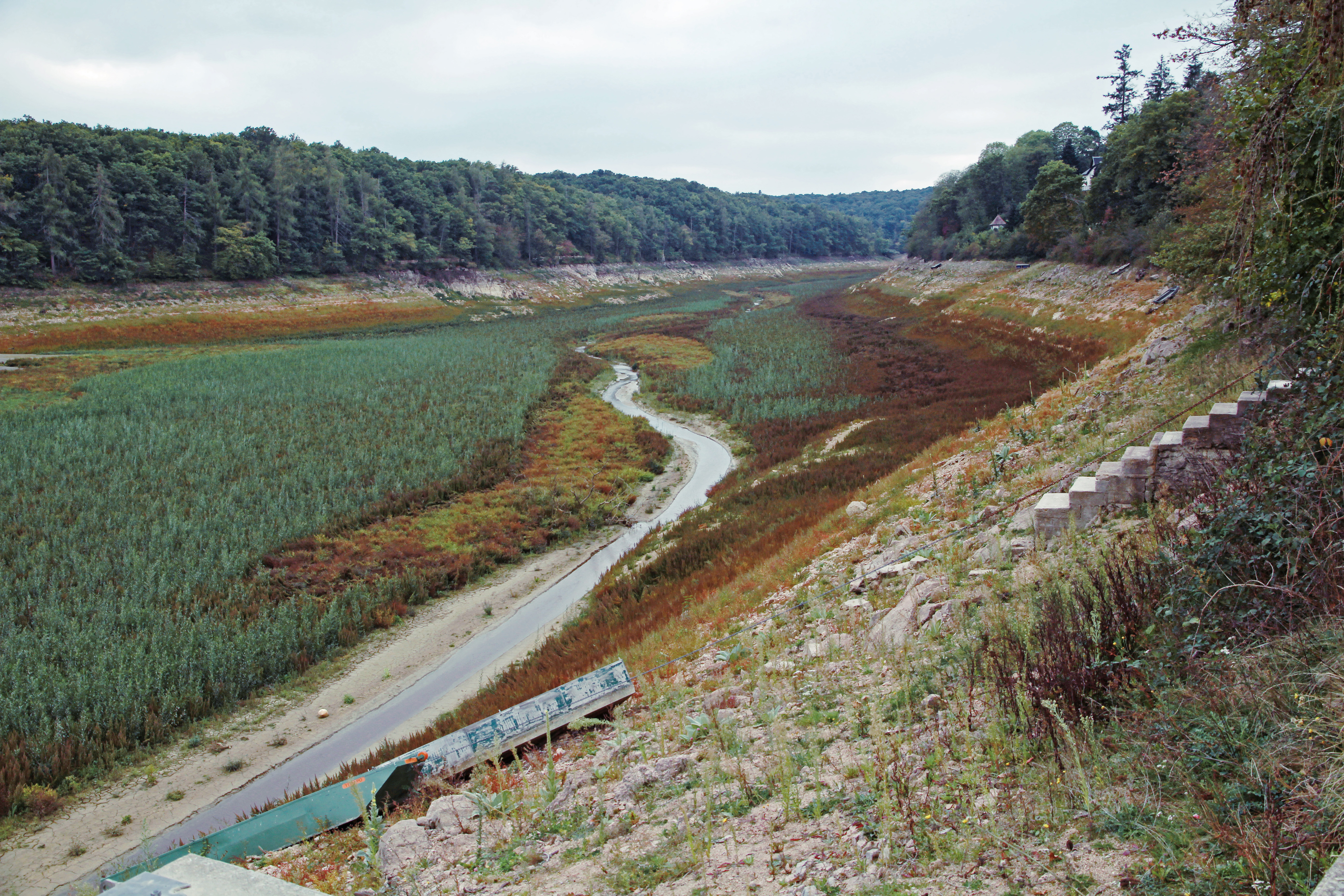
L'Armançon a repris son cours naturel.
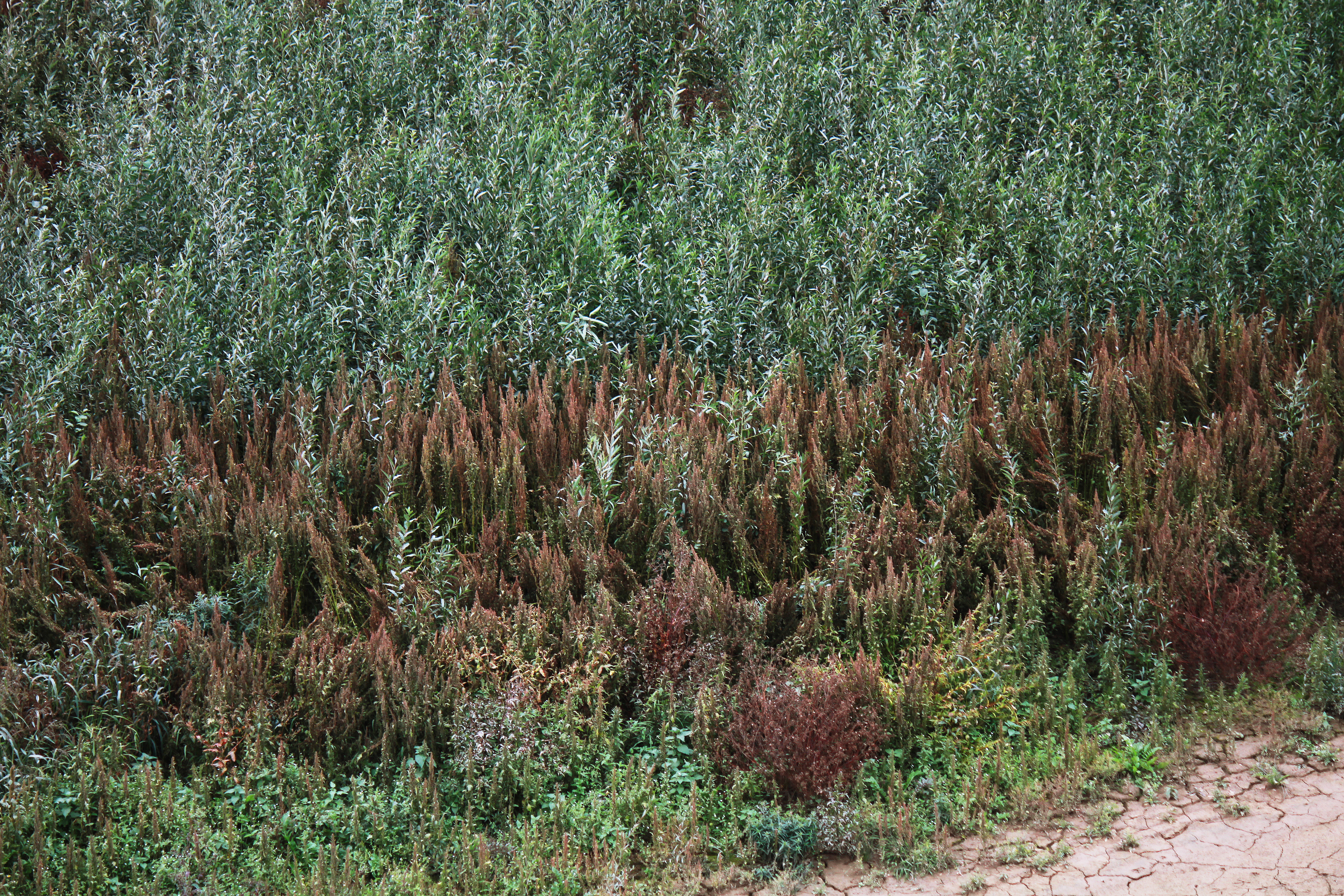
La végétation après un an sans eau.

Ces travaux permettent ainsi le relèvement de la cote maximale du lac de 20 m à 21.60 m, accroissant le volume stockable disponible. La cote maximale avait été fixée à 20 m en 2010, par mesure de sécurité. On reviendra ainsi à la cote historique de 21.60 m qui prévalait jusqu'à la fin des années 1990.

## Labels
Si le site ne fait pas l'objet d'une protection environnementale particulière, il jouit toutefois de plusieurs labels de qualité.
En effet, le lac de Pont fait, tout d'abord, partie des sentiers pédestres inscrits au Plan départemental des itinéraires de promenade et de randonnée, puis bénéficie des labels "Station verte de vacances" et "Tourisme et handicap" (embarcations, pontons, et commodités adaptées).